# Ванфрид
Ванфрид (на немски: Wanfried [ˈvanfʁiːt]) е град в регион Касел в Хесен, Германия с 4189 жители (към 31 декември 2013).
Намира се в долината на река Вера на границата с Тюрингия. Град Ешвеге се намира на около 11 km на Запад по реката.
Ванфрид е споменат преди 813 г. с името „In wanen In Riden“ и също като „Uuanenreodum“. През 1035 г. е споменат като Wenefridun.
Град Ванфрид празнува през 2008 г. „400 години права на град“ и през 2013 г. „1200-години от първото споменаване в документ“.